# Stanisław Zaklika Czyżowski
Stanisław Zaklika Czyżowski herbu Topór (zm. po 17 maja 1574 roku) – kasztelan połaniecki w latach 1563–1574, dworzanin króla Zygmunta Augusta (od 1550), założyciel miasta Zaklikowa. Syn Hieronima Zakliki z Wojsławic h. Topór, wsławionego w walkach z Tatarami oraz Anny Sienieńskiej, z domu Dębno, córki kasztelana kamienieckiego.
Był wyznawcą kalwinizmu.

## Przodkowie i dziedzictwo
Należał do starej rodziny szlacheckiej pochodzącej z Międzygórza, które to dobra ród otrzymał od Kazimierza Wielkiego. Kilku z jego przodków (m.in. pradziad Jan Zaklika) było wojewodami sandomierskimi. Poprzez małżeństwo pradziada Jana z Agnieszką Ligęza Czyżowską, Zaklikowie odziedziczyli w 1457 roku po Czyżowskich leżące w Ziemi sandomierskiej dobra zdziechowickie oraz miasteczko Wojsławice. Od tego czasu gałąź rodu Zaklików była związana z tą częścią Małopolski, a jego członkowie piszą się Zaklika z Czyżowa lub Zaklika Czyżowski. Za Jakuba Zakliki, kasztelana chełmskiego, który był dziadem Stanisława, Wojsławice zostały zniszczone w czasie najazdu tatarskiego. Gdy dobra rodowe w 1499 odziedziczył Hieronim Zaklika, odbudował Wojsławice i do swych dóbr na początku wieku XVI dołączył Czyżów Szlachecki z zamkiem, który uczynił swą siedzibą. Hieronim znany ze swych zwycięstw nad Tatarami otrzymał od króla Zygmunta I Starego godność wojewody sandomierskiego. Nominacji jednak nie przyjął wymawiając się podeszłym wiekiem. Wszystkie posiadłości ojca znalazły się w posiadaniu Stanisława po śmierci Hieronima po roku 1508.

## Kariera
Stanisław dość późno rozpoczął karierę dworską. Wpływ na to mogła mieć odmowa jego ojca wobec króla. Dopiero za rządów następcy Zygmunta Starego Stanisław rozpoczął właściwą karierę. W roku 1550 został oficjalnie dworzaninem królewskim Zygmunta Augusta. Poseł na sejm piotrkowski 1562/1563 roku, sejm 1570 roku z województwa sandomierskiego. W roku 1563 otrzymał kasztelanię połaniecką i w ten sposób wszedł do Senatu. Uchodził za poważnego, statecznego i prawdomównego doradcę. Poseł na sejm warszawski 1563/1564 roku, sejm parczewski 1564 roku z województwa sandomierskiego. W roku 1565 król nadał mu przywilej lokacyjny, na podstawie którego Stanisław założył w swych dobrach zdziechowickich miasto na prawie magdeburskim, założone „na surowym korzeniu” (in cruda radice). Miasto na cześć założyciela nazwane Zaklikowem otrzymało po nim również herb – topór. Jego dobra zostały podzielone między synów. Na dworze królewskim Stanisław Zaklika zaprzyjaźnił się z Janem Kochanowskim, który po śmierci senatora napisał dwie fraszki, jedną w formie epitafium po zmarłym (Nagrobek Stanisławowi Zaklice z Czyżowa), drugą ku pocieszeniu jego żony (Dorocie z Michowa żenie jego).
Nagrobek Stanisławowi Zaklice z Czyżowa
Tu Stanisław Zaklika położył swe kości,

Nie tylko z przodków swoich, lecz i z swej dzielności

Dobrze znaczny, bo w krajach postronnych strawiwszy

Młodość swoję i królom, panom swym, służywszy,

Ostatek wieku swego Pospolitej Rzeczy

Oddał; której, swych utrat nie mając na pieczy,

Darmo zawżdy rad służył; bo jako nagrody

Od tej, od której wszytko, chcieć za swoje szkody?

Cnota na ćci ma dosyć; tą Zaklika słynie,

Wszytko insze jako dym albo mgła przeminie.

## Rodzina i potomkowie
Ożenił się z Dorotą z Michowa, z którą miał czterech synów i jedną córkę:
- Zygmunt Zaklika Czyżowski herbu Topór (zm. 1585), sekretarz króla Zygmunta Augusta, kasztelan połaniecki 1574–76, kasztelan bełski po 1576[9], ożeniony z Anną Koniecpolską, córką starosty wieluńskiego. Odziedziczył dobra zdziechowickie i Zaklików, miał dwóch synów zmarłych w dzieciństwie. Jego dobra zdziechowickie i rodowy Zaklików przejął ród Gniewoszów.
- Hieronim Zaklika Czyżowski h. Topór (zm. 1615), odziedziczył Czyżów Szlachecki, przeszedł na kalwinizm, zmarł bezdzietnie.
- Mikołaj Zaklika Czyżowski h. Topór (zm. 1627), chorąży chełmski, jako radca poselski do Stambułu jeździł w roku 1590. Odziedziczył Wojsławice, a po śmierci brata Hieronima także Czyżów Szlachecki. Miał dwóch synów: Hieronima i Aleksandra[10]. Jego ostatni z rodu potomek, Aleksander Zaklika Czyżowski w XVIII wieku wybudował w Czyżowie znany po dziś dzień pałac[11].
- Stanisław Zaklika Czyżowski h. Topór.
- Anna Zakliczanka h. Topór, wyszła za Marcyana Prochańskiego[12].

Na najstarszym synu Zygmuncie wygasła główna linia rodu, potomkowie młodszych synów Stanisława pisali się już głównie nazwiskiem Czyżowskich. Ostatni z nich w linii męskiej, Aleksander Zaklika Czyżowski, kasztelan połaniecki zmarł w roku 1761.